# 동명동 (목포시)
동명동(東明洞)은 대한민국 전라남도 목포시의 행정 구역이다. 본래 무안군의 지역으로서 목포항의 동쪽 갯벌을 간척하여 일인의 거류지가 되었던 곳이다.

## 연혁
- 1914년 행정구역 폐합에 따라 동해안 통 6정목과 송도공원 부지를 병합하여 '송도정'이라 칭함
- 1948년 4월 1일 일본식 동명변경에 따라 동명동으로 개칭
- 1949년 동제 실시에 의하여 동명동회가 되어 광동과 호남동 일부, 산정동 일부를 관할
- 1997년 1월 1일 행정동 분합으로 산정동 일부를 삼학동으로 분리

## 주요 시설
- 목포종합수산시장
- 수협
- 농협
- 광주은행
- 새마을금고 목포동명지점

## 교육
- 남초등학교